# Perestupleno
Perestupleno (russisch Переступлено) ist ein Dorf (derewnja) in der Oblast Kursk in Russland. Es gehört zum Rajon Chomutowka und zur Landgemeinde (selskoje posselenije) Petrowski selsowjet.

## Geographie
Der Ort liegt gut 100 km Luftlinie westlich des Oblastverwaltungszentrums Kursk im südwestlichen Teil der Mittelrussischen Platte, 20 km südöstlich des Rajonverwaltungszentrums Chomutowka, 5,5 km vom Sitz des Dorfsowjet – Pody, 21 km von der Grenze zwischen Russland und der Ukraine, am Fluss Pody (Nebenfluss der Suchaja Amonka im Becken des Seim).

### Klima
Das Klima im Ort ist wie im Rest des Rajons kalt und gemäßigt. Es gibt während des Jahres eine erhebliche Niederschlagsmenge. Dfb lautet die Klassifikation des Klimas nach Köppen und Geiger.

## Bevölkerungsentwicklung
| Jahr | Einwohner |
| ---- | --------- |
| 2002 | 141       |
| 2010 | 81        |

Anmerkung: Volkszählungsdaten

## Verkehr
Perestupleno liegt 24 km von der Fernstraße föderaler Bedeutung M3 Ukraina (Moskau – Kaluga – Brjansk – Grenze zur Ukraine), 22 km von der Straße A 142 (Trosna – M3 Ukraina), 7 km von der Straße regionaler Bedeutung 38K-040 (Chomutowka – Rylsk – Gluschkowo – Tjotkino – Grenze zur Ukraine), 4 km von der Straße interkommunaler Bedeutung 38N-708 (38K-040 – Pody – Petrowskoje), an der Straße 38N-710 (38N-708 – Perestupleno) und 36,5 km von der nächsten Eisenbahnhaltestelle 536 km (Eisenbahnstrecke Nawlja – Lgow-Kijewskij) entfernt.
Der Ort liegt 181 km vom internationalen Flughafen von Belgorod entfernt.